# محمد الكيلاني
محمد صالح الكيلاني (توفي 22 يونيو 2016) سياسي أردني. شغل منصب وزير المياه عام 1989،  في حكومة زيد بن شاكر الأولى واستمر في المنصب من 27/04/1989 حتى 06/12/1989.